# Вало I фон Фекенщет
Вало I фон Фекенщет (на немски: Walo I von Veckenstedt; † ок. 1070, убит в битка) е господар на Фекенщет в Саксония-Анхалт.

## Произход
Той е син на фон Фекенщет и брат на Лудолф фон Фекенщет († сл. 5 юни 1096).

## Фамилия
Вало I фон Фекенщет се жени за Фридруна фон Випра от Зангерхаузен († пр. 1070), сестра на Лудвиг I фон Випра († сл. 1070), дъщеря на Куно фон Випра († пр. 1050). Те имат децата:
- Вало II фон Фекенщет Млади (* ок. 1065; † 1126, убит), господар на Фекенщет, женен I. (развод 1125 г.) за Гизела фон Аменслебен († сл. 1126), II. 1126 г. за Агнес фон Лимбург († 1136)
- Лудолф фон Фекенщет († пр. 18 октомври 1120)
- Айлика фон Фекенщет († сл. 1120).